# Paul Rauchfuß
Paul Rauchfuß (* 2. November 1902 in Stollberg/Erzgeb.; † 1966) war ein deutscher Lehrer, Musiker und Kulturfunktionär, der sich bleibende Verdienste durch die Pflege der Musik und die Entwicklung des volkskünstlerischen Laienschaffens auf dem Lande im Erzgebirge verschaffte. Er brachte durch seine Arbeit großen Teilen der dörflichen Bevölkerung die Werte der Kultur nahe.

## Leben
Er stammte aus dem nordwestlichen Erzgebirge und besuchte das Lehrerseminar in Stollberg/Erzgeb., wo er u. a. Schüler des Nestors der Musikpädagogik, Johannes Schumann, war. 1923 bestand er die Reifeprüfung und war anschließend als Lehrer in Niederdorf, Neuwürschnitz und Stollberg tätig. Von 1954 bis 1965 wirkte er an der nach dem Aktivisten Adolf Hennecke benannten Oberschule in Neuoelsnitz. Dort wurde er zum Vertrauensmann der Gewerkschaft Unterricht und Erziehung ernannt.
Unmittelbar nach dem Ende des Zweiten Weltkrieges war Paul Rauchfuß der Erste, der mehrere Solidaritätskonzerte der Volkssolidarität organisierte, an denen er selbst aktiv mitwirkte. Als 1956 die SED damit begann, eigene kulturelle Feierstunden auszugestalten, unterstützte Paul Rauchfuß dieses Vorhaben von Anfang an.
Seit ihrer Gründung 1946 war Paul Rauchfuß Vorsitzender der Ortsgruppe Niederwürschnitz des Kulturbundes zur demokratischen Erneuerung Deutschlands. Aufgrund seiner Verdienste auf musikalischem Gebiet wurde er Mitglied der Kulturbund-Kreisleitung in Stollberg/Erzgeb. Er wirkte ferner als Kantor der Kirchgemeinde Niederwürschnitz und spielte im Kammertrio, wo er sich nur der ernsthaften, sondern auch der heiteren und Tanzmusik widmete. In den Landgemeinden Niederwürschnitz, Erlbach-Kirchberg und Ursprung war er Leiter und Dirigent der drei dortigen Volkschöre.

## Ehrungen
- 1966 Medaille für ausgezeichnete Leistungen, verliehen aus Anlass des 20. Jahrestages der Gründung der SED in Stollberg/Erzgeb. aufgrund seiner hervorragenden kulturpolitischen Verdienste